# Хохлово (городское поселение)
Городско́е поселе́ние посёлок Хохлово — муниципальное образование в Кадуйском районе Вологодской области Российской Федерации.
Административный центр — пгт Хохлово.

## География
Муниципальное образование расположено на востоке района. Граничит на западе с Рукавицким сельским поселением; на севере с Нелазским, а на востоке и юге с Судским сельскими поселениями Череповецкого района.

## История
Статус и границы городского поселения установлены Законом Вологодской области от 6 декабря 2004 года № 1115-ОЗ «Об установлении границ Кадуйского муниципального района, границах и статусе муниципальных образований, входящих в его состав»

## Население
| 2011  | 2012  | 2013  | 2014  | 2015  | 2016  | 2017  |
| ----- | ----- | ----- | ----- | ----- | ----- | ----- |
| 2514  | ↘2492 | ↘2449 | ↘2444 | ↘2420 | ↘2419 | ↘2392 |
| 2018  | 2019  | 2020  | 2021  |       |       |       |
| ↘2354 | ↘2329 | ↘2319 | ↘2120 |       |       |       |

В 2010 году население городского поселения составляло 2480 человек (14 % населения района, 2 место среди всех муниципальных образований)

## Состав городского поселения
| № | Населённый пункт | Тип населённого пункта      | Население |
| - | ---------------- | --------------------------- | --------- |
| 1 | Комариха         | железнодорожная станция     | ↘0        |
| 2 | Хохлово          | пгт, административный центр | ↘2094     |